# Medemia
Medemia là một chi thực vật có hoa thuộc họ Arecaceae.

## Các loài
Chi này có các loài sau:
- Medemia abiadensis
- Medemia argun